# Rashtriya Swayamsevak Sangh
Rashtriya Swayamsevak Sangh (hindi: राष्ट्रीय स्वयंसेवक संघ, Narodowe Stowarzyszenie Ochotników, skrót RSS) – hinduska organizacja religijno-nacjonalistyczna. Organizacja powstała w 1925 roku. Powołał ją do życia Keshav Baliram Hedgewar. Przywódca RSS jest nominowany przez poprzedniego lidera i pełni swą funkcję dożywotnio. Uważa się za największą organizację pozarządową na świecie. Inspirowała utworzenie Indyjskiego Związku Ludowego (poprzednika Indyjskiej Partii Ludowej). Oskarżana przez międzynarodowe organizacje praw człowieka o zachęcanie i udział w pogromie w Gudźaracie w 2002 roku.
Jej skrzydłem związkowym jest Bharatiya Mazdoor Sangh (BMS).